# Japon aux Jeux olympiques d'hiver de 1988
Le Japon participe aux Jeux olympiques d'hiver de 1988, qui ont lieu à Calgary au Canada. Ce pays, représenté par 48 athlètes, prend part aux Jeux d'hiver pour la treizième fois de son histoire. Il remporte une médaille de bronze, ce qui le place au 16e rang du tableau des médailles.

## Médaillé
| Médaille | Athlète       | Sport               | Épreuve           |
| -------- | ------------- | ------------------- | ----------------- |
| Bronze   | Akira Kuroiwa | Patinage de vitesse | 500 mètres hommes |